# دين أشتون

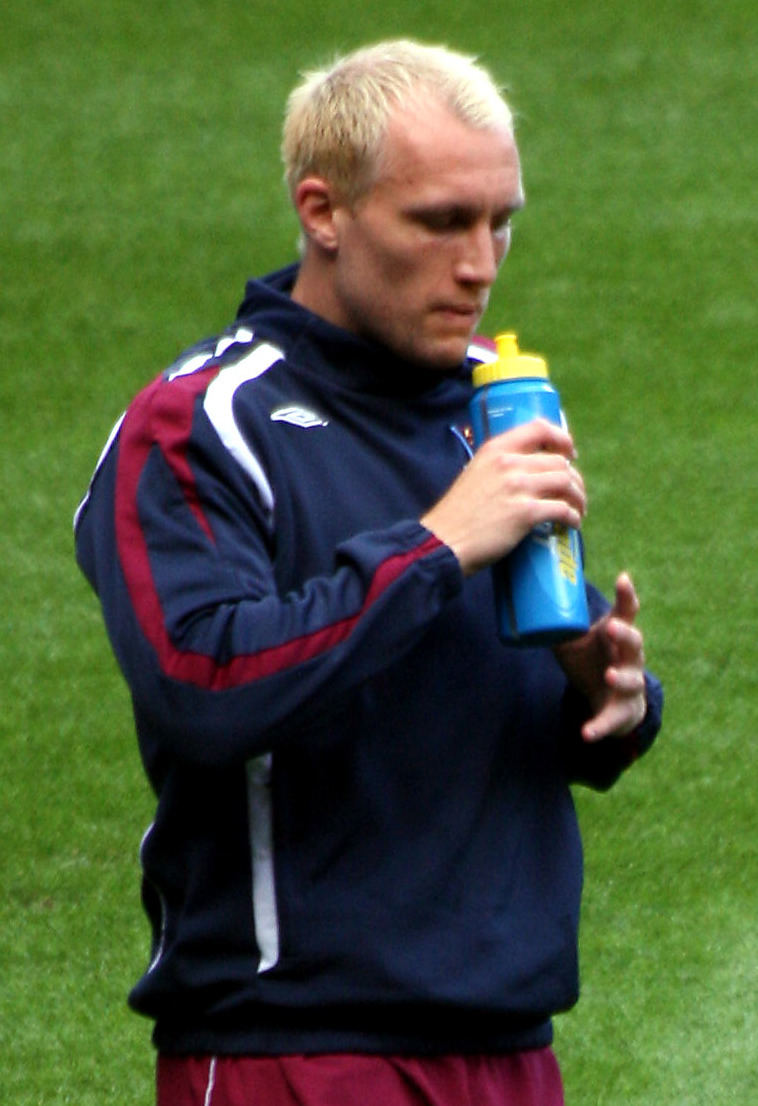
دين أشتون

دين أشتون (بالإنجليزية: Dean Ashton)‏، من مواليد 24 نوفمبر 1983 في سويندون في إنجلترا، لاعب كرة قدم إنجليزي.
بدأ مسيرته الكروية مع نادي كرو ألكساندرا في عام 2000، ولعب معهم حتى عام 2005، وشارك معهم في 159 مباراة وسجل 60 هدف، وفي في موسم 2005/2006 انتقل إلى نادي نوريتش سيتي، ولعب معهم 44 مباراة وسجل 17 هدف، ومنذ عام 2006 وهو يلعب مع نادي وست هام يونايتد.
و قد بدأ باللعب مع منتخب إنجلترا لكرة القدم في عام 2006.

## مسيرته الكروية
لعب دين أشتون خلال مسيرته الاحترافية مع 3 أندية في أحد عشر موسمًا وسجل خلالها 93 هدفًا ضمن 249 مباراة. ولم يفز بأي موسم بالكأس أو بالدوري.
خاض دين أشتون مسيرته مع نادي كرو ألكساندرا في موسم 2000–01 ليلعب معه خمسة مواسم، مشاركًا في 159 مباراة سجل خلالها 61 هدفًا. ثم انتقل إلى نادي نورويتش سيتي في موسم 2004–05 ولمدة موسمين، حيث شارك في 44 مباراة سجل خلالها 17 هدفًا. لينتقل بعدها إلى نادي وست هام يونايتد في موسم 2005–06 ليلعب معه أربعة مواسم، مشاركًا في 46 مباراة سجل خلالها 15 هدفًا.

## روابط خارجية
- دين أشتون على موقع قاعدة بيانات كرة القدم.إي يو (الإنجليزية)
- دين أشتون على موقع ناشيونال فوتبول تيمز (الإنجليزية)
- دين أشتون على موقع Soccerbase.com (لاعب) (الإنجليزية)
- دين أشتون على موقع Soccerway.com (الإنجليزية)
- دين أشتون على موقع عالم كرة القدم.نت (الإنجليزية)
- دين أشتون على موقع كووورة